# Przebędowo (przystanek kolejowy w województwie pomorskim)
Przebędowo – dawny przystanek osobowy w Przebędowie Słupskim, w województwie pomorskim, w Polsce.